# Pallamano Trieste
La Pallamano Trieste 1970 è una società di pallamano italiana con sede nella città di Trieste. Milita attualmente in Serie A Gold.
Il club prosegue, dopo la rifondazione del 2024, la tradizione sportiva della Pallamano Trieste, fondata nel novembre del 1970 con la denominazione U.S. ACLI Pallamano Trieste dal professor Giuseppe Lo Duca.
Nel luglio 2024, in forza dei 48 campionati di massima serie a cui partecipò il sodalizio alabardato, ma soprattutto con un palmares vantante 17 campionati nazionali (il più recente nel 2002), 6 Coppe Italia e 1 Handball Trophy, la FIGH permise l'iscrizione in Serie A Silver alla nuova società, rilevando il titolo sportivo della vecchia.

## Storia

### Le origini
Tra il 1969 e il 1970 la Federazione italiana giuoco handball si affilia al CONI e per favorire la diffusione di questo nuovo sport invia in ogni regione d'Italia un promotore per favorire lo sviluppo della disciplina. Per la regione del Friuli-Venezia Giulia fu inviato un giovane appena uscito dall'ISEF, il Prof. Giuseppe Lo Duca che, con l'aiuto di Pino Grio, allora presidente dell'Unione Sportiva ACLI, fonda la squadra di Trieste. I primi colori della società sono il bianco e il verde; la palestra d'allenamento quella in via dell'Istria 57, presso il campo coperto dell'Enaip.

L'U.S. ACLI esordisce ufficialmente nel campionato 1970/1971 di serie B, con una squadra che presenta tra gli altri Mario Pellegrini, il primo triestino a meritarsi la convocazione in azzurro. La prima partita ufficiale viene disputata nella palestra Etruria di Prato.

### Gli anni settanta
Nella sua prima apparizione in campionati ufficiali la società giuliana disputa il campionato di Serie B, conquistando subito la promozione in Serie A con Giuseppe Lo Duca in campo nella duplice veste di allenatore-giocatore.

Negli anni a seguire conquistarà un quarto posto nella prima stagione in A, poi per alcuni anni otterrà buoni piazzamenti.

Durante la stagione 1973/1974 il Presidente Aldo Combatti trova uno sponsor prestigioso: la Siderurgica Duina, azienda leader in Italia nel settore della siderurgia. Il campionato successivo Trieste vincerà il primo scudetto ma per un'irregolarità nel tesseramento dello straniero Ačkun viene retrocessa al sesto posto.

Nel campionato 1975/1976 arriva il primo scudetto, nel soffertissimo spareggio con Rovereto (vinto dai giuliani 19-18). Anche la stagione 1976/1977 vede gioire la formazione giuliana che porta a casa il secondo scudetto consecutivo.

Nel campionato 1978/1979 lo sponsor Vittorio Duina lascia spazio a Mario Cividin, il più importante imprenditore edile locale. Arriva il terzo scudetto nella città, al termine di uno spareggio vinto contro la solita Rovereto per 17-12.

### Gli anni ottanta

Foto di rito al torneo Histonium a Vasto, precampionato 1981-82.

La rosa del Trieste vincitore del suo sesto scudetto nella stagione 1982-83.

Gli anni 80 sono ricchi di successi tricolori per la società guidata da Lo Duca che vince tre scudetti consecutivi, nel 1980/1981, dominando il campionato con 48 punti, nel 1981/1982 e nel 1982/1983, vincendo tutte le 22 partite del torneo.

La stagione 1981/82 vede l'esordio in maglia triestina di Claudio Schina, prelevato appena 20enne dalla sua città natale Roma, che diventa ben presto beniamino del pubblico per la grinta con la quale scende in campo.
Dopo il secondo posto alle spalle della squadra di Scafati nella stagione 1983/1984, la Cividin vince altri due scudetti consecutivi nel 1984/85 e nel 1985/86.

Sul finire del decennio arriverà poi la prima Coppa Italia e il nono titolo italiano nel campionato 1989/1990.

### Gli anni novanta
Il campionato 1990/1991 vede la Cividin giungere seconda alle spalle della Forst Bressanone, ma c'è gioia per l'esordio in Coppa dei Campioni: superati nel primo turno gli ellenici del Filippos Verigasa, i triestini vengono poi eliminati dallo Steaua Bucarest.

Dal torneo 1992/93 Trieste, grazie a Mario Dukcevich che giunge in aiuto della squadra portando il marchio Principe sulle magliette biancorosse, inizierà una vera dittatura sul campionato vincendo ben cinque scudetti consecutivi (record tuttora ineguagliato). Il campionato 1993/94 verrà ricordato come quello della stella per la vittoria del decimo scudetto. L'avventura in Coppa delle Coppe s'interrompe ancora agli ottavi, contro i lettoni del Riga.

La stagione seguente il Principe vince l'undicesimo scudetto vincendo la "bella" contro il Prato, mentre in Coppa dei Campioni i triestini non vanno oltre il primo turno, eliminati dagli austriaci del West Wein.

Nel 1994/1995 conquista il dodicesimo scudetto nella seconda partita di finale in casa del Merano per 24-20. In Coppa Italia il trofeo viene vinto dai triestini che nello scontro diretto superano il Rubiera. In Champions League, battuto il Minsk nei sedicesimi, il Principe si arrende al Marsiglia negli ottavi di finale.

Nel torneo del 1995/1996 il Principe vince il tredicesimo scudetto, il quarto consecutivo, che arriva il 25 maggio in casa dell'Ortigia Siracusa. La seconda partita di finale si conclude sul 17-17, con i triestini vittoriosi all'andata per 25-18. Ancora fatali gli ottavi di finale in Champions League: la squadra biancorossa viene eliminata dal club ungherese del Fotex Veszprem.

Nel 1996/1997 al Principe sono sufficienti due gare per vincere il quinto scudetto consecutivo: nella trasferta di Modena la vittoria è fissata sul 24-22 per i giuliani.

La stagione 1997/1998 si apre per la Pallamano Trieste con un nuovo sponsor, la Genertel; in campionato, dopo cinque scudetti consecutivi, Trieste perde la finale contro l'Al.Pi. Prato; in Champions League i ragazzi di Lo Duca non superano il girone di qualificazione, nonostante la vittoria sul Akureyri e quella, prestigiosa, colta a Zagabria sul parquet del Badel.
Nel 1998/1999 è ancora il Prato a vincere lo scudetto. In Coppa EHF sono i norvegesi del Sandefjord a eliminare la Genertel negli ottavi di finale.
Nel 1999/2000 Trieste torna a vincere lo scudetto. In Coppa delle Coppe supera dapprima i lituani del Kaunas, quindi i macedoni del Bitola. I triestini si arrendono nei quarti al cospetto dei danesi del Kolding, che hanno la meglio per un solo gol di scarto.

### Gli anni duemila e il 40º anno di fondazione
Anche nel 2000/2001 è Trieste a portarsi a casa lo scudetto e la Coppa Italia. Nel torneo 2001/2002 la squadra conquista il suo diciassettesimo scudetto contro Prato. I ragazzi allenati da Šibila vincono anche la sesta Coppa Italia.
Nel 2002 affiorano i primi problemi economici che costringono il prof. Lo Duca a rinunciare ad alcuni giocatori importanti. Gli anni successivi sono avari di successi anche se coronati da buone prestazioni sia in campo nazionale che in quello europeo: in particolare, Trieste si rende protagonista nella Challange Cup 2003-2004, conclusasi in semifinale ad opera degli svedesi dello Skövde; solamente i rivali del Brixen erano riusciti nel 2001 a raggiungere le semifinali di una coppa continentale, anche se con un formato della competizione diverso (il Brixen affrontò solamente due turni prima della semifinale, mentre Trieste quattro).

Dopo la stagione 2006/2007 (conclusa al terzo posto) la Pallamano Trieste per problemi economici decide di rinunciare all'iscrizione alla Serie A Élite per il successivo campionato e di ripartire dalla Serie A2.
La stagione 2007/2008 si conclude con la promozione in Serie A1, dopo un esaltante testa a testa con la formazione di Bressanone (questa sfida viene nominata come Derby d'Italia in memoria delle tante partite decisive giocate tra le due squadre), terminato alla penultima giornata con la vittoria-spareggio in terra altoatesina. Nel campionato 2008/2009 Trieste domina la stagione regolare e, dopo la finale play off vinta contro Ancona, ritorna dopo 2 anni di assenza in Serie A Élite. Anche questa volta però i problemi economici coinvolgono la società, che si trova, suo malgrado, a dover rinunciare alla massima serie e a reiscriversi alla Serie A1. Al suo posto viene promossa proprio la formazione di Ancona.
Il campionato 2009/2010 vede la formazione biancorossa centrare per la terza volta consecutiva la promozione alla serie maggiore con una squadra composta prevalentemente da giocatori provenienti dal vivaio societario, ma la situazione finanziaria non permetterà il salto nella categoria d'Élite.

### Gli anni duemiladieci
Nel 2010-2011 la Pallamano Trieste disputa ancora una volta il campionato di Serie A1 e ottiene una brillante promozione in Serie A Élite con una formazione giovane e rinnovata.
La Serie A Élite 2011-2012 riporta Trieste tra le grandi: il sodalizio presieduto dal prof. Lo Duca termina il campionato al sesto posto e si guadagna l'accesso ai playoff scudetto, dove viene però eliminata dalla Junior Fasano.
Il campionato 2012-2013 segna un cambio radicale nella concezione del massimo campionato italiano; per ridurre i costi e far sì che la situazione economica di molte squadre respiri, la Federazione opta per un massimo campionato diviso in tre gironi territoriali: Nord, Centro e Sud. Trieste viene inserita nel Girone A (Nord), dove le regine incontrastate del raggruppamento sono Bolzano e Pressano. Quest'ultime precedono Trieste al termine della stagione regolare e si qualificano ai playoff scudetto, lasciando i giuliani a secco.
La stagione 2013-2014 rivive le stesse emozioni della precedente, con l'aggiunta della Poule Playoff e la Poule Retrocessione. Le prime quattro di ogni raggruppamento si sfidano in un girone all'italiana dove le prime due al termine delle partite si qualificano alle semifinali playoff. I biancorossi ottengono il terzo posto in stagione regolare e quindi il pass per la Poule Playoff, dove però confermano la posizione in classifica, terminando la stagione.
Nella stagione 2014-2015 Trieste torna a lottare per un obiettivo importante: le semifinali scudetto. Battuta la concorrenza del Pressano e del Cassano Magnago nel girone dei play-off, passata come seconda alle spalle del SSV Bozen, si qualifica nella Poule d'ammissione insieme al Carpi e Albatro Siracusa.
Nella prima giornata contro la compagine emiliana Trieste ottiene una sconfitta onorevole per 32-28, nonostante la caratura tecnica degli avversari. Nella seconda giornata si vede la convincente vittoria sui siracusani per 32-29 ma con uno scarto di sole tre reti la squadra non riesce a passare il turno, che vede qualificati gli emiliani grazie ad una larga vittoria sul Siracusa per 30-16.
Nella stagione 2015/2016 la squadra arriva in terza posizione nella Regular Season dietro alla capolista SSV Bozen e a pari punti, ma con scontri diretti sfavorevoli, con il Pressano. Nella poule playoff la Pallamano Trieste si piazza terza nel gironcino e non riesce a qualificarsi per la Poule d'Ammissione alle semifinali concludendo di fatto la stagione.
La stagione 2016/2017 sembra partire col piede giusto: il team viene affidato allo sloveno Hrvatin e la squadra gira e convince comandando la classifica del girone A con Bolzano e Pressano. Dalla quinta giornata di campionato le cose cambiano: infortuni a più non posso costringono la compagine giuliana a rinunciare sistematicamente ad ogni settimana ad uno o più membri della squadra, in primis lo sloveno Čosič, che a fine dicembre è costretto a terminare la stagione e a concludere la sua prima e breve avventura oltre il confine sloveno. La classifica comunque non ne risente, e Trieste tiene il terzo posto sino alla penultima giornata. Nella gara finale di Regular Season i campioni d'Italia del Bolzano impartiscono una sconfitta al PalaChiarbola alla formazione giuliana. Contemporaneamente il Merano batte l'Eppan e in virtù degli scontri diretti favorevoli agli altoatesini (26-24 a Chiarbola, 27-24 a Merano) Trieste retrocede in quarta posizione e perde l'accesso alle Final8 di Coppa Italia. I playoff iniziano quindi con zero punti in graduatoria. Tre vittorie in casa non bastano a Visintin e compagni per raggiungere il secondo posto e la stagione si chiude il 15 aprile con la vittoria sul Pressano.
Nella stagione 2017/2018 la squadra viene riassegnata a Giorgio Oveglia dopo la rescissione consensuale del contratto con Vlado Hrvatin. Lasciano la squadra per vari motivi Anici, Bellomo, Michele Oveglia, Djordjijević e Radojkovič, che passa ai rivali del Merano. Dalla Division de Honor Plata de Balonmano, la seconda divisione spagnola, arriva il 22enne Sergio Crespo Diego. Salgono in prima squadra molti giovani dall'Under 18 che a giugno 2017 hanno vinto il bronzo alle finali di categoria. La stagione regolare si chiude al terzo posto dietro Bolzano e Pressano. Terzo posto che significa Poule Promozione ma anche Coppa Italia. Cammino subito difficile per Trieste che esce al primo turno per mano del Conversano e chiude al settimo posto le Final8. La Poule Promozione si chiude con il secondo posto dietro al Brixen e con la promozione alla Serie A - 1ª Divisione Nazionale 2018-2019.
Stagione 2018-2019 che si apre con più di qualche dubbio. Dopo l'abbandono dello sponsor Principe San Daniele che aveva supportato Trieste per 25 anni, la difficoltà di trovare un main sponsor apre lo scenario di una rinuncia alla Serie A. Prorogato il termine ultimo per l'iscrizione dal 25 giugno al 2 luglio, la multinazionale assicurativa Allianz corre in aiuto e diventa main sponsor, contribuendo alla regolare iscrizione al campionato.
Dopo le partenze dei "gemelli del gol" Crespo Diego e Udovičić (rispettivamente al Brixen e al SSV Bozen Loacker), ritornano in biancorosso Radojkovič dal Meran e Dovgan dal prestito a Opicina. A completamento della rosa arrivano due terzini dalla squadra bosniaca dell'HRK Izviđač Ljubuški, Ivo Mišković e Božidar Leković, e il portiere Marko Milovanović, dall'Oderzo. Alla prima pausa nazionali dopo sei partite di campionato, si infortuna Leković che deve rimanere fermo più di un mese. La società decide dunque di mandare in prestito Mišković per prendere un mancino di esperienza che non dovrà far rimpiangere Leković. Arriva il serbo Dušan Šipka dalla squadra rumena del Suceava.
La sfortuna però, non tarda ad arrivare. Al suo esordio in maglia biancorossa, in casa del Brixen, Šipka si rompe il tendine d'Achille e termina di fatto dopo nove minuti di gioco la sua stagione. Al suo posto viene ingaggiato un altro serbo, Miloš Ivić, proveniente dalla squadra austriaca dell'HC Bruck.
A marzo 2019, dopo la pesante eliminazione dalla Coppa Italia disputata proprio a Trieste, la società decide di esonerare il tecnico sloveno Peter Pucelj. Il nuovo allenatore è l'ex numero 14 Andrea Carpanese. Il campionato si conclude senza ulteriori sussulti con la squadra che termina al sesto posto.

### I cambi di proprietà
La stagione 2019-2020 è quella del 50º anno dalla fondazione della Pallamano Trieste. Compleanno che però viene festeggiato in maniera molto mesta: al 28 giugno, termine ultimo per l'iscrizione al campionato, la società non ha ancora i fondi necessari per affrontare la stagione, ma decide di iscriversi lo stesso alla massima serie, in attesa di sponsorizzazioni. L'obiettivo stagionale è la salvezza: al termine del girone d'andata i biancorossi sono penultimi con 10 sconfitte in 13 partite.
Il girone di ritorno si rivela migliore della prima parte di stagione, con la squadra biancorossa che in sei partite ottiene sette punti, due in più di tutti quelli ottenuti nelle prime tredici. A marzo però la pandemia di CoVid19 ferma il campionato per oltre un mese, fino a bloccarlo definitivamente ad aprile, senza l'assegnazione del titolo e senza retrocessioni.
Il 1º luglio 2020 Giuseppe Lo Duca lascia il ruolo di presidente dopo ventitré anni, di cui ventidue consecutivi, alla guida della società: gli subentra Alessandra Orlich, con Michele Semacchi che diventa vice presidente e lo stesso "Prof" che diviene presidente onorario.
L'11 luglio vengono presentati i primi due acquisti della nuova gestione: Gianluca Dapiran e Marko Milovanović tornano alla Pallamano Trieste rispettivamente dopo quattro e due anni. Successivamente entrano a far parte del roster biancorosso l'ala destra slovena Adam Bratkovič, proveniente dai francesi del Creteil, e il terzino sinistro serbo Nikola Arsenić (ex Eppan). Purtroppo i disagi burocratici che negano gli ingressi ai cittadini extracomunitari nei Paesi UE impediscono l'arrivo di quest'ultimo, che il 16 settembre viene sostituito dal lituano Dovydas Kuodys.
Il 9 ottobre alla vigilia del match contro Cassano Magnago, l'head coach Andrea Carpanese rassegna le dimissioni dopo le due sconfitte consecutive contro Fondi e Pressano; Giorgio Oveglia viene nominato allenatore ad interim.
Il 2021 porta ulteriori novità: viene ingaggiato il terzino destro serbo Igor Milović che sostituisce Kuodys; alla fine di marzo, dopo quattro partite giocate nel nuovo anno solare, viene chiamato alla guida tecnica il croato Saša Ilić, ex Parenzo, Umago e Carpi. La squadra conquista la salvezza con due giornate d'anticipo, nonostante la sconfitta casalinga contro il Bozen, grazie alla sconfitta del Cingoli a Fasano.
Per la stagione 2021-2022 il nuovo allenatore è Fredi Radojkovič, che ritorna sulla panchina giuliana dodici anni dopo l'ultima volta, che verrà affiancato dal rientrante Andrea Carpanese nel ruolo di vice allenatore. I nuovi acquisti sono il pivot Enrico Aldini, il terzino Lorenzo Nocelli, il serbo Nikola Mitrović, l'italo-argentino Robertino Pagano e il ritorno a Chiarbola di Thomas Postogna dopo quattro stagioni. L'inizio di stagione è altalenante e il primo a farne le spese è proprio Mitrović, che viene tagliato alla vigilia del match contro Cassano Magnago. La settimana successiva, in allenamento, Postogna subisce la rottura del tendine d'Achille e a sostituirlo viene richiamato Milovanović con un contratto a gettone per due mesi. Verso la fine del girone d'andata lascia la squadra anche Dapiran, seguito poi da Pagano che all'inizio del 2022 va a rafforzare il Secchia Rubiera. In un regime di insicurezza finanziaria a causa di inadempienze da parte degli sponsor, l'unico arrivo fatto registrare nel mercato invernale è il portiere Riccardo Fasanelli, sostituto del non confermato Milovanović.
Il nuovo anno solare parte con la rottura del crociato a Nocelli, che chiude anzitempo la sua stagione. La squadra offre prestazioni come al solito altalenanti, ma il momento più basso della stagione si tocca il 5 marzo nella partita casalinga contro Cassano Magnago: dopo esser stati tutto il tempo avanti la squadra crolla negli ultimi 10 minuti facendosi rimontare e sconfiggere in un delicato scontro diretto. Da quella sconfitta la squadra cambia completamente faccia e nelle restanti otto partite esce senza punti solamente contro le corazzate Sassari e Conversano, conquistando la salvezza diretta con due giornate d'anticipo e chiudendo poi il campionato all'ottavo posto.
Sin dal termine della stagione sono noti i problemi economici che rischiano di non iscrivere la prima squadra ad alcun campionato. Il 24 giugno 2022, ultimo giorno disponibile per l'iscrizione ad un campionato nazionale, è ufficiale la rinuncia alla massima serie e la società si avvale del titolo sportivo per il campionato di Serie A2 ottenuto con la vittoria dei playoff di Serie B della seconda squadra. La conferma dell'autoretrocessione porta in dote una migrazione di massa da parte dei giocatori: se ne vanno i giovani Hrovatin, Aldini e Stojanović (il primo in Germania, il secondo a Sassari e l'ultimo a Koper), Nocelli (Carpi), Bratkovič (Koper), Fasanelli e Parisato (entrambi a Merano).
Il 23 luglio 2022 viene a mancare il fondatore della società nonché uno dei pionieri della pallamano italiana, il leggendario "Prof" Giuseppe Lo Duca, che dal 2020 era presidente onorario: sotto la sua guida tecnica la squadra ha vinto 13 scudetti e 2 Coppe Italia, mentre durante la sua presidenza altri 3 scudetti, 3 Coppe Italia e un Handball Trophy.

Inserita nel girone A della Serie A2, Trieste si cala subito nel ruolo di squadra esperta e arriva alla prima pausa nazionali con quattro vittorie e un pareggio. Al rientro in campo dopo due settimane arrivano altri due successi, ma soprattutto, a livello societario, cambia tutto: la presidentessa Orlich rassegna le dimissioni, arrivate dopo che la stessa aveva accumulato quasi 80mila euro di debiti con i soli giocatori; il nuovo presidente è Michele Semacchi (vice presidente nella gestione Orlich), che verrà affiancato da Federico Lanza e Riccardo Dreas, noti imprenditori cittadini. La prima sconfitta stagionale con Eppan non cambia i piani della squadra, che chiude il girone d'andata al secondo posto dietro proprio all'Eppan, con 10 vittorie, due pareggi e una sconfitta. Il girone di ritorno vede la squadra calare fisicamente, nonostante gli arrivi del nazionale cileno Luciano Scaramelli e del terzino Toni Vinković. Le due sconfitte consecutive con Eppan e Torri riaprono i giochi per un secondo posto che sembrava ormai in ghiaccio, ma alla fine Trieste non rischia mai veramente e riesce a qualificarsi ai playoff per la Serie A Gold. Inserita nel girone B con Eppan, Molteno e Lanzara, all'esordio la squadra vince contro i campani per 36-30, pareggiando poi le due partite seguenti, che le consentono di sfidare Cingoli nella partita promozione. Trieste riesce a rimanere attaccata al match contro la favorita squadra marchigiana, che però ha la meglio negli ultimi cinque minuti, a dispetto di una squadra, quella triestina, falcidiata dagli infortuni. Nonostante la promozione sfuggita, Trieste ottiene il diritto di partecipare alla Serie A Silver, la seconda serie nazionale.
Il 30 giugno il Consiglio federale aassegna una wild card alla società biancorossa in seguito alla rinuncia alla massima serie del Fondi: la Pallamano Trieste ritorna in massima serie dopo solo un anno di purgatorio. Salutati Scaramelli direzione Conversano e Vinković di rientro a Parenzo, i nuovi acquisti sono il terzino sinistro svedese Solefors (dal Malmö), il terzino destro sloveno Košec (Maribor), il pivot croato Pranjić (Hrvatski Dragovoljac) e i giovani italiani De Luca (da Fondi), Andreotta (Campus Italia) e Somma (Mascalucia); c'è inoltre il ritorno di Gianluca Dapiran e l'arrivo in prestito dalla Junior Fasano del centrale italo-argentino Juan Francisco Ceccardi. La rosa fatica a trovare una quadra sin da subito e a farne le spese è Solefors, tagliato a fine ottobre. A dicembre arrivano due rinforzi: il terzino macedone Andonovski e il portiere italo-argentino García. I nuovi acquisti scuotono l'ambiente, tant'è che arrivano vittorie in casa inattese contro Meran e Cassano Magnago, ma nel momento di fare punti negli scontri diretti, Trieste non ci riesce. Chiudono la stagione anticipatamente Pranjić e Di Nardo per problemi fisici (rispettivamente tendini e crociato) e viene risolto il contratto con Košec. La squadra si appresta dunque ad affrontare i playout priva di un pivot di ruolo e con una rosa stremata e ridotta all'osso. Miracoli non ne capitano: Trieste perde in due gare contro Pressano la semifinale e perde pure la finale decisiva contro Cingoli. Per la prima volta nella sua storia, la Pallamano Trieste retrocede sul campo.

### Il fallimento e la rinascita
Oberata dai debiti accumulati nelle ultime stagioni, a fine giugno la società presieduta da Semacchi fallisce e chiude l'attività. Immediatamente dopo, il vice presidente Lanza, assieme al solito Oveglia e al consigliere Adriano Dreos, costituisce una nuova società, la Pallamano Trieste 1970 Società Sportiva Dilettantistica, che ottiene dalla FIGH il riconoscimento per la continuazione della tradizione sportiva della vecchia società e viene ammessa in Serie A Silver, dopo aver acquisito il titolo sportivo proprio della vecchia Pallamano Trieste A.S.D. Al posto di Fredi Radojkovič torna sulla panchina alabardata Andrea Carpanese, coadiuvato da Piero Sivini; a tamponare l'esodo di giocatori arrivano i terzini Vanoli (ex Siracusa e Fondi), Jover (dall'Atticgo Elche) e Huesmann, oltre al ritorno di Daniel Nait. Il 22 febbraio 2025, al termine di un match molto combattuto, pareggiato per 17-17 sul parquet della Pallamano Belluno, la Pallamano Trieste 1970 conquista matematicamente, con quattro giornate di anticipo, la promozione in Serie A Gold per la stagione 2025-2026. Un cammino immacolato per la squadra di coach Carpanese, che proprio a Belluno chiude prima della pausa nazionali il discorso legato al primo posto, con quindici vittorie e tre pareggi in diciotto partite. Le ultime quattro partite vedono Trieste conoscere il gusto amaro della sconfitta: sono due, per la precisione, i dischi rossi ottenuti nelle ultime due trasferte a Cologne ed Enna, alternati dalle vittorie interne con Lanzara e Verdeazzurro.
Per la stagione 2025-26 salutano la squadra Jover, Huesmann, Alberino e Nait; in entrata si registrano gli arrivi dell'ala destra Juan Pauloni (dal Siracusa), del centrale Pujol (Barcellona Athletic), dei terzini Esparon (francese proveniente dal Sarrebourg) e Bono (argentino dal Villa Ballester) e del mancino svedese Lindström (vice campione di Svezia con l'Hammarby); si aggiungono al roster anche due giovani prospetti dal Campus Italia, il friulano Antonutti e il rientro a casa di Pietro Lo Duca, figlio di Marco e nipote del "Prof". Alla guida tecnica viene confermato Carpanese.

## Colori e simboli

### Colori
Dall'anno di fondazione al 1978 il colore sociale era il bianco, con le divise che avevano rifiniture e pantaloncini verdi. Dal '78 con l'arrivo dello sponsor Cividin i nuovi colori sono il blu e il verde, dapprima con una divisa total blu con pantaloncini verdi, successivamente la divisa è stata proposta con bande verticali, orizzontali o diagonali bianche. Dal 1992 la divisa di gioco tradizionale della Pallamano Trieste è composta dai colori bianco e rosso, la più comune è quella a tinta unica bianca con rifiniture rosse.
Dal 2007 la divisa da gioco utilizzata nelle partite interne è rossa con rifiniture bianche.
Nel corso degli anni anche la divisa da trasferta è cambiata e poteva essere di colore nero con rifiniture bianche oppure, com'è attualmente, bianca con rifiniture rosse, ma è stata anche verde o blu, a seconda dell'epoca.

### Stemma
Lo stemma presenta il simbolo di Trieste, un'alabarda stilizzata, disegnata da Beatrice Finocchiaro.

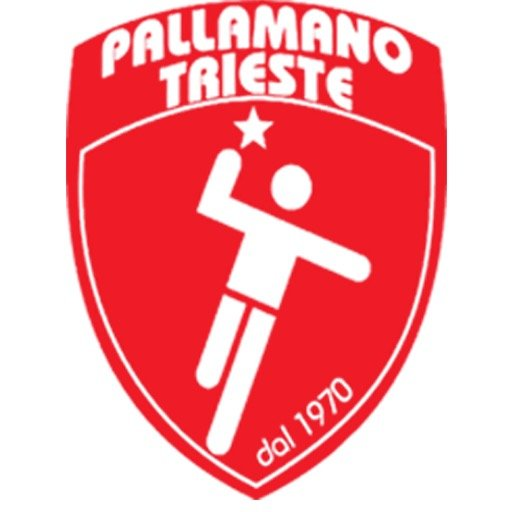
2015-2018
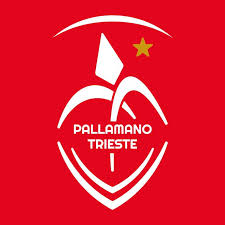
Il nuovo stemma in adozione dal 2018

## Strutture

### Palasport
Il PalaChiarbola risale alla prima metà degli anni '70; è stato il primo palazzo dello sport della città di Trieste. Adatto a tutte le discipline che si praticano al chiuso, è utilizzato prevalentemente per il gioco della pallamano.

Ha una capienza di poco superiore ai 2000 posti a sedere, suddivisi tra una tribuna e due curve. Dispone anche una di una palestra secondaria di misure regolamentari, nonché di tre palestrine dedicate al pugilato e alle discipline dell'atletica pesante.

La gestione dell'impianto è a carico del Comune di Trieste.

Il palasport si trova nel rione di Chiarbola con accessi da Via Visinada e da Piazzale delle Puglie.
La Pallamano Trieste lo utilizza quotidianamente per l'attività giovanile e della prima squadra.
Il PalaCalvola, intitolato agli Atleti Azzurri, è stato realizzato negli anni '90 e la squadra lo ha utilizzato per poche stagioni prima di tornare a Chiarbola. Ha una capienza di 1200 posti. Il palasport si trova nel rione di San Vito con accesso da Via Calvola. Nella stagione 2022-2023 è stato utilizzato per le ultime tre gare casalinghe della regular season a causa dell'inagibilità del PalaChiarbola.

### Campi di atletica
Durante la preparazione estiva la Pallamano Trieste usufruisce degli impianti sportivi gestiti dal Comune: lo stadio "Grezar" sito a Valmaura e lo stadio "Draghicchio" sito a Cologna.

## Società

### Denominazione
- 1970-1973 US Acli Trieste
- 1973-1977 Duina Trieste
- 1977-1991 Cividin Trieste
- 1991-1992 Pallamano Trieste
- 1992-1997 Principe Trieste
- 1997-2000 Genertel Trieste[62]
- 2000-2004 Coop Essepiù Trieste
- 2004-2016 Pallamano Trieste
- 2016-2018 Principe Trieste
- 2018-2024 Pallamano Trieste
- 2024- Pallamano Trieste 1970

### Organigramma societario
Di seguito l'organigramma della società.

### Sponsor
- 1980-1989 Adidas
- 1989-1993 Lotto Sport Italia
- 1993-1999 Champion
- 1999-2000 Hummel
- 2000-2001 Adidas
- 2001-2006 Hummel
- 2006-2009 Sportika
- 2009-2018 Hummel
- 2018-2019 Salming Sport
- 2019-2023 Mizuno
- 2023-2024 Hummel
- 2024- Kappa

- 1973-1977 Siderurgica Duina
- 1977-1983 Cividin Costruzioni
- 1983-1986 Jägermeister
- 1986-1991 Cividin Costruzioni
- 1992-1997 Principe San Daniele
- 1997-2000 Genertel
- 2000-2004 Coop Essepiù NordEst
- 2011-2018 Principe San Daniele/friuLIVEneziagiulia/Fondazione CRT
- 2018-2022 Alabarda Onoranze Funebri/friuLIVEneziagiulia/Fondazione CRT
- 2022-2024 Termoidraulica Lanza/Mar srl
- 2024- Urban Design Hotel/Termoidraulica Lanza/Mar srl

### Seconda squadra
La Pallamano Trieste ha potuto contare anche sulla partecipazione ai campionati minori della seconda squadra, denominata Pallamano Trieste B.
Essa è tornata a calpestare i parquet della terza lega dalla stagione 2020-2021, dopo ben sedici anni di assenza dai campionati (ultima presenza stagione 2004-2005 in Serie B Girone C).
Nel 2021-2022 riesce ad ottenere le promozione in Serie A2, ma i problemi economici del club inducono la società ad acquisire con la prima squadra il titolo sportivo della squadra B; per la stagione 22-23 non è iscritta ad alcun campionato.
Per l'ultimo biennio a guidare la squadra è stato Marco Bozzola.

### Settore giovanile
Il settore giovanile della Pallamano Trieste è formato da squadre che giocano nei campionati Under-18, Under-16, Under-14 e Under-12.
Dopo aver vinto titoli juniores e allievi nella seconda metà degli anni '70, le giovanili giuliane hanno vissuto un periodo d'oro tra il 2008 e il 2013, vincendo ben sei scudetti tra Under-16 e Under-20; nel recente passato i migliori risultati sono stati gli Scudetti Under-17 e Under-15 rispettivamente del 2021 e del 2019, e il terzo posto alle finali nazionali Under-18 del 2017.

### Impegno nel sociale
Durante la stagione 2017-2018 la società si è fatta sostenitrice dell'Associazione Italiana Donatori Organi, indossando le magliette dell'associazione nel riscaldamento delle partite di Serie A.
Dalla stagione sportiva 2020-2021 la Pallamano Trieste veste sui pantaloncini da gioco il logo dell'iniziativa Io sto con il burlo, promossa dall'Ospedale infantile Burlo Garofolo di Trieste. Il 17 novembre 2022 devolve alla fondazione del Burlo il ricavato della raccolta fondi intitolata a Giuseppe Lo Duca, scomparso nell'estate dello stesso anno.
Sulle maglie da riscaldamento della stagione 2023-2024 è presente il logo Io tifo Sveva, associazione che si occupa di bambini colpiti da malattie gravi.
A gennaio 2025 si fa promotore del lavoro svolto dalla Lega Italiana per la Lotta ai Tumori (LILT).

## Allenatori e presidenti

### Allenatori
- 1970-1992  Giuseppe Lo Duca
- 1992-1993  Mario Sirotić
- 1993-1998  Giuseppe Lo Duca
- 1998-1999  Nikola Adžić
- 1999-2000  Tone Tiselj
- 2000-2002  Marko Šibila
- 2002-2003  Marko Šibila (1ª-14ª)

 Piero Sivini (15ª-22ª)
- 2003-2004  Dragan Rajić (1ª-8ª)

 Silvio Ivandija (9ª-22ª)
- 2004-2005  Silvio Ivandija
- 2005-2006  Vladimir Brzić
- 2006-2009  Fredi Radojkovič
- 2009-2010  Fredi Radojkovič (1ª-6ª)

 Marco Bozzola (7ª-22ª)
- 2009-2012  Marco Bozzola
- 2012-2013  Marco Bozzola (1ª-5ª)

 Giorgio Oveglia (6ª-18ª)
- 2013-2016  Giorgio Oveglia
- 2016-2017  Vlado Hrvatin
- 2017-2018  Giorgio Oveglia
- 2018-2019  Peter Pucelj (1ª-18ª)

 Andrea Carpanese (19ª-26ª)
- 2019-2020  Andrea Carpanese
- 2020-2021  Andrea Carpanese (1ª-6ª)

 Giorgio Oveglia (7ª-21ª)
 Saša Ilić (22ª-28ª)
- 2021-2024  Fredi Radojkovič
- 2024-  Andrea Carpanese

### Presidenti
- 1970-1978  Pino Grio
- 1978-1991  Aldo Combatti
- 1991-1992  Giuseppe Lo Duca
- 1992-1997  Mario Dukcevich
- 1997-1998  Silvio Pacor
- 1998-2020  Giuseppe Lo Duca[68]
- 2020-2022  Alessandra Orlich
- 2022-2024  Michele Semacchi
- 2024-  Federico Lanza

## Giocatori

### Giocatori della Nazionale italiana
Il primo giocatore che raggiunse la maglia della nazionale italiana con la casacca di Trieste fu il triestino Mario Pellegrini. Successivamente molti giocatori provenienti dal vivaio giuliano vestiranno la maglia azzurra: Scropetta, Sivini, Bozzola e Oveglia su tutti; ma anche Pastorelli, Marco Lo Duca, Visintin, e più recentemente Postogna e Dapiran.

### Giocatori stranieri
I giocatori che hanno militato nella Pallamano Trieste per almeno una partita sono 77. La maggior parte di essi proviene dalla penisola balcanica, con 16 elementi provenienti dalla Serbia e dall'ex Iugoslavia, 9 a testa da Slovenia e Croazia, 4 dalla Romania, 3 dalla Macedonia del Nord, 2 dal Montenegro e uno dalla Bosnia ed Erzegovina.
Dalla zona ex URSS sono provenuti 2 lituani, un georgiano e un ucraino. Dal resto d'Europa hanno giocato giocatori provenienti da Francia, Repubblica Ceca, Spagna, Svezia e Germania; solamente un giocatore invece, è arrivato da un altro continente: in questo caso dal Sudamerica e più in particolare dall'Argentina.
Zdravko Miljak, Branko Štrbac e Slobodan Kuzmanovski hanno vinto l'oro olimpico con la maglia della Iugoslavia, Vladimir Jelčić invece con la nazionale croata.

### Giocatori oriundi
Molti sono stati i giocatori con doppia cittadinanza, italiana e non, che hanno vestito la maglia di Trieste. La maggior parte di loro era in possesso della doppia cittadinanza italo-croata (ben 12), in quanto nati in Istria o Dalmazia, ex territori italiani e quindi con parenti di origine italiana.
Tra questi non viene contato Katalinić (nella lista dei stranieri): nonostante in possesso della doppia cittadinanza, essa gli fu revocata da Tito e dovette giocare come straniero.

## Tifoseria
La Pallamano Trieste ha avuto sempre un pubblico numeroso e costante, nonostante la presenza in città di squadre molto seguite come la Triestina e la Pallacanestro Trieste 2004.
Negli anni di maggior successo (Anni '80 e '90), si toccavano punte di 4000 spettatori, record per la massima serie nazionale.
Con il nuovo millennio e le difficoltà economiche il pubblico triestino è rimasto sempre fedele, seppur in numero minore.
Degne di nota sono la partita con Pressano del campionato 2014-2015 (1700 spettatori circa) e quella contro Conversano del campionato 2018-2019 (1500 spettatori circa).
Dall'estate del 2023 è presente a Chiarbola, nelle gare casalinghe, e in trasferta il gruppo di tifo organizzato Poco Consoni.
Considerato il Tempio della pallamano italiana, il PalaChiarbola è ritenuto uno dei palasport più caldi e difficili da espugnare.

### Rivalità e amicizie
Nel corso degli anni per la lotta al titolo si sono susseguite molte rivalità: ha inizio negli '70 la rivalità con il Volani Rovereto.
Con l'uscita dai giochi per il titolo da parte dei trentini, a sostituirli sono l'Ortigia Siracusa e il Brixen.
La rivalità con la squadra siciliana si estingue nel 2000 a causa della retrocessione in seconda serie, mentre quella con i biancoverdi altoatesini è tuttora esistente: gli scontri con quest'ultima sono denominati Derby d'Italia.
A metà anni '80 nasce la rivalità con il Prato, che ha visto scontrarsi le due squadre in sei finali tra playoff scudetto e Coppa Italia.
Una delle rivalità più recenti ha inizio nei primi anni Novanta e ha come antagonista il Conversano.
Al di là del confine italiano le principali rivalità riguardano squadre di confine, come quella con il RK Koper.
Se sono molte le rivalità, sono molte anche le amicizie che hanno contraddistinto la storia di Trieste.
Buoni sono i rapporti con il Fondi, il Meran mentre nelle ultime stagioni si è rafforzato il rapporto con l'U.S. Torri, soprattutto a livello giovanile.
Fuori dai confini nazionali sono sorte amicizie con i sloveni dell'Izola e i croati dell'Umag.

## Palmarès

### Competizioni nazionali
- Campionato italiano: 17 (record)

1975-1976, 1976-1977, 1978-1979, 1980-1981, 1981-1982, 1982-1983, 1984-1985, 1985-1986, 1989-1990, 1992-1993 
1993-1994, 1994-1995, 1995-1996, 1996-1997, 1999-2000, 2000-2001, 2001-2002
- Coppa Italia: 6

1986-1987, 1992-1993, 1994-1995, 1998-1999, 2000-2001, 2001-2002
- Handball Trophy: 1

2004-2005
- Campionato di Serie A2/A Silver: 2

2008-2009, 2024-2025
- Campionato di Serie B: 1

2007-2008

### Competizioni giovanili
- Campionato italiano di pallamano maschile U21: 4

1976-77, 2005-2006, 2011-2012, 2012-2013
- Campionato italiano di pallamano maschile U19: 2

2009-2010, 2010-2011
- Campionato italiano di pallamano maschile U17: 4

1975-76, 2007-2008, 2008-2009, 2020-2021
- Campionato italiano di pallamano maschile U15: 2

2018-2019, 2020-2021

## Statistiche

### Partecipazione ai campionati
| Livello | Categoria                        | Partecipazioni | Debutto   | Ultima stagione | Totale |
| ------- | -------------------------------- | -------------- | --------- | --------------- | ------ |
| 1º      | Serie A                          | 15             | 1971-1972 | 1985-1986       | 49     |
| 1º      | Serie A1                         | 23             | 1986-1987 | 2021-2022       | 49     |
| 1º      | Serie A Élite                    | 3              | 2005-2006 | 2011-2012       | 49     |
| 1º      | Serie A - 1ª Divisione Nazionale | 6              | 2012-2013 | 2017-2018       | 49     |
| 1º      | Serie A Gold                     | 2              | 2023-2024 | 2025-2026       | 49     |
| 2º      | Serie B                          | 1              | 1970-1971 | 1970-1971       | 6      |
| 2º      | Serie A1                         | 3              | 2008-2009 | 2010-2011       | 6      |
| 2º      | Serie A2                         | 1              | 2022-2023 | 2022-2023       | 6      |
| 2º      | Serie A Silver                   | 1              | 2024-2025 | 2024-2025       | 6      |
| 3°      | Serie A2                         | 1              | 2007-2008 | 2007-2008       | 1      |

### Partecipazione alle coppe nazionali
| Coppa           | Partecipazioni | Debutto   | Ultima stagione |
| --------------- | -------------- | --------- | --------------- |
| Coppa Italia    | 29             | 1974-1975 | 2019-2020       |
| Handball Trophy | 3              | 2004-2005 | 2006-2007       |

### Partecipazione alle coppe internazionali
| Coppa                                | Partecipazioni | Debutto   | Ultima stagione |
| ------------------------------------ | -------------- | --------- | --------------- |
| Coppa dei Campioni/ Champions League | 16             | 1976-1977 | 2002-2003       |
| Coppa delle Coppe                    | 6              | 1978-1979 | 1999-2000       |
| IHF Cup/ EHF Cup                     | 3              | 1989-1990 | 2005-2006       |
| Challenge Cup                        | 2              | 2003-2004 | 2004-2005       |

## Rosa
| N° | Naz.                 | Ruolo | Sportivo          | Anno |  |  |
| -- | -------------------- | ----- | ----------------- | ---- |  |  |
| 1  | Argentina (bandiera) | P     | Facundo García    | 1988 |  |  |
| 4  | Argentina (bandiera) | T     | Fernando Bono     | 1992 |  |  |
| 5  | Italia (bandiera)    | T     | Lorenzo Ganz      | 2006 |  |  |
| 6  | Italia (bandiera)    | PV    | Pietro Del Frari  | 2004 |  |  |
| 7  | Italia (bandiera)    | A     | Gabriel Mazzarol  | 2001 |  |  |
| 8  | Italia (bandiera)    | T     | Samuele Antonutti | 2006 |  |  |
| 9  | Italia (bandiera)    | PV    | Alex Pernic       | 1992 |  |  |
| 10 | Italia (bandiera)    | A     | Federico Urbaz    | 2004 |  |  |
| 11 | Spagna (bandiera)    | T     | Jaume Pujol       | 1998 |  |  |
| 14 | Italia (bandiera)    | A     | Davide Parisato   | 2001 |  |  |
| 15 | Italia (bandiera)    | A     | Pietro Lo Duca    | 2007 |  |  |
| 16 | Italia (bandiera)    | P     | Thomas Postogna   | 1993 |  |  |
| 17 | Italia (bandiera)    | PV    | Leo Andreotta     | 2004 |  |  |
| 18 | Argentina (bandiera) | A     | Juan Pauloni      | 2000 |  |  |
| 19 | Svezia (bandiera)    | T     | Richard Lindström | 1996 |  |  |
| 21 | Italia (bandiera)    | P     | Orfeo Giorgi      | 2006 |  |  |
| 22 | Argentina (bandiera) | T     | Federico Vanoli   | 1995 |  |  |
| 25 | Italia (bandiera)    | A     | Riccardo Scorzato | 2006 |  |  |
| 33 | Italia (bandiera)    | T     | Luca Sandrin      | 1999 |  |  |
| 97 | Francia (bandiera)   | T     | Clément Esparon   | 2002 |  |  |

## Hall of fame

Marco Bozzola, entrato nei cuori della tifoseria triestina per la grinta con la quale scendeva in campo.

Il 15 febbraio 2016 il settimanale locale City Sport attraverso una giuria di 32 giudici (composta da 7 tecnici, 9 giocatori, 7 giornalisti e 9 dirigenti) ha votato i migliori giocatori della storia della Pallamano Trieste.
Il 22 febbraio 2016 è stata pubblicata la lista dei giocatori più influenti.
I giocatori in corsivo sono ancora in attività.
| Pos. | Naz.                                      | Giocatore             | N. stag. | Stagioni                        |
| ---- | ----------------------------------------- | --------------------- | -------- | ------------------------------- |
| 1.   | Italia (bandiera)                         | Ivan Mestriner        | 19       | 1990-2009                       |
| 2.   | Italia (bandiera)                         | Claudio Schina        | 18       | 1981-1999                       |
| 3.   | Italia (bandiera)                         | Alessandro Fusina     | 6        | 1997-2003                       |
| 4.   | Italia (bandiera)                         | Alessandro Tarafino   | 10       | 1993-2003                       |
| 5.   | Italia (bandiera)                         | Furio Scropetta       | 13       | 1977-1990                       |
| 6.   | Italia (bandiera)                         | Roberto Pischianz     | 17       | 1973-1990                       |
| 7.   | Italia (bandiera)                         | Piero Sivini          | 21       | 1976-1997                       |
| 8.   | Italia (bandiera)                         | Antonio Pastorelli    | 15       | 1987-2002                       |
| 9.   | Italia (bandiera)                         | Giorgio Oveglia       | 23       | 1978-2001                       |
| 10.  | Italia (bandiera)                         | Marco Bozzola         | 16       | 1977-1993                       |
| 11.  | Jugoslavia (bandiera)                     | Branko Štrbac         | 3        | 1988-1991                       |
| 12.  | Italia (bandiera)                         | Marco Lo Duca         | 22       | 1989-2011                       |
| 13.  | Lituania (bandiera)                       | Gintautas Vilaniškis  | 3        | 2000-2003                       |
| 14.  | Serbia e Montenegro (bandiera)            | Dušan Novokmet        | 4        | 1998-1999; 2002-2005            |
| 15.  | Romania (bandiera)                        | Sorin Saftescu        | 3        | 1993-1996                       |
| 16.  | Georgia (bandiera)                        | Tite Kalandadze       | 1        | 1999-2000                       |
| 17.  | Jugoslavia (bandiera)                     | Ivan Pušpan           | 4        | 1980-1984                       |
| 18.  | Italia (bandiera)                         | Marco Visintin        | 24       | 1999-2024                       |
| 19.  | Croazia (bandiera)                        | Dalibor Anušić        | 3        | 2001-2003; 2004-2005            |
| 20.  | Croazia (bandiera)                        | Vladimir Jelčić       | 1        | 1992-1993                       |
| 21.  | Romania (bandiera)                        | Petru Pop             | 3        | 2000-2003                       |
| 22.  | Italia (bandiera)                         | Michele Guerrazzi     | 6        | 1995-2001                       |
| 23.  | Argentina (bandiera) · Italia (bandiera)  | Marcelo Schmidt-Ricci | 2        | 1996-1997; 1999-2000            |
| 24.  | Italia (bandiera)                         | Settimio Massotti     | 6        | 1988-1993; 1996-1997            |
| 25.  | Croazia (bandiera)                        | Silvio Ivandjia       | 1        | 1992-1993                       |
| 26.  | Jugoslavia (bandiera)                     | Zdravko Miljak        | 1        | 1978-1979                       |
| 27.  | Bosnia ed Erzegovina (bandiera)           | Bojan Skoko           | 1        | 2006-2007                       |
| 28.  | Italia (bandiera)                         | Mario Pellegrini      | 10       | 1970-1980                       |
| 29.  | Jugoslavia (bandiera) · Italia (bandiera) | Neven Andreašić       | 6        | 1975-1981                       |
| 30.  | Italia (bandiera)                         | Giuliano Calcina      | 15       | 1970-1985                       |
| 31.  | Italia (bandiera)                         | Luciano Manzin        | 10       | 1970-1980                       |
| 32.  | Italia (bandiera)                         | Egon Gitzl            | 1        | 1981-1982                       |
| 33.  | Jugoslavia (bandiera)                     | Borut Kolšek          | 1        | 1976-1977                       |
| 34.  | Croazia (bandiera) · Italia (bandiera)    | Damir Opalić          | 2        | 2004-2006                       |
| 35.  | Romania (bandiera)                        | Eremia Pîrîianu       | 2        | 1999-2001                       |
| 36.  | Croazia (bandiera) · Italia (bandiera)    | Diego Modrušan        | 12       | 2002-2007; 2009-2012; 2016-2020 |
| 37.  | Italia (bandiera)                         | Alex Pernic           | 17       | 2008-                           |

## Onorificenze
- Sigillo Trecentesco Città di Trieste[73][74][75]
- Stella di bronzo al merito sportivo
- Stella d'argento al merito sportivo
- Stella d'oro al merito sportivo[76]